# حزب اسلامی پان مالزی

مسلمانان حزب اسلامی مالزی در حال نمازگزاری

حزب اسلامی پان مالزی حزبی سیاسی در این کشور است که به عنوان حزبی بنیادگرا و تندروی اسلامی شناخته می‌شود.
این حزب پس از "بحران انور" که طی آن ماهاتیر محمد، نخست وزیر وقت مالزی، معاون خود انور ابراهیم را بر کنار کرد، مشهورتر شد و از فضایی که بعد از سال‌ها ضد حزب حاکم درست شده بود برای گرفتن قدرت استفاده کرد. این حزب در انتخابات ۱۹۹۹ علاوه بر ایالت کلانتان که قدرت را در آن به دست داشت، ایالت ترنگانو را نیز از دست "باریسان ناسیونال" گرفت. اما در انتخابات ۲۰۰۴ نه تنها ترنگانو را از دست داد که قدرتش در کلانتان نیز محدود شد و با اکثریتی بسیار نازل به قدرت در این ایالت رسید.
این حزب به همراه چندین حزب دیگر، ائتلاف "باریسان آلترناتیف"(به فارسی:جبههٔ آلترناتیو) را در مقابل باریسان ناسیونال (به فارسی:جبهه ملی) تشکیل می‌دهد.
در سال 2013 عرصه سیاسی مالزی شاهد جنجالی پیرامون انتخاب محمد سبو بعنوان رهبر این حزب بود. مخالفان وی را متهم به تشیع می کردند و خواستار کناره گیری وی بودند. 